# ド・ジッター (クレーター)
ド・ジッター (de Sitter) は、月の表側にある大きなクレーターであり、月の北部に位置する。1917年にアルベルト・アインシュタインの重力方程式の解のひとつとして「ド・ジッター宇宙モデル」を発表したオランダの天文学者、ウィレム・ド・ジッターにちなんで名づけられた。
ド・ジッターの南にはバイヨーとエウクテモンが位置している。地球からド・ジッターを観察すると、北の縁付近に位置しているために南北方向に大きく潰れた楕円形に見え、詳しく調べることが困難である。また、ド・ジッターは高緯度に位置しているために、太陽光を低い角度から受けている。
ド・ジッターの北東の周壁にはド・ジッターLが、ド・ジッターの南の周壁にはド・ジッターMが重なっており、3つのクレーターが結合した珍しいクレーターである。ド・ジッターの周壁のうち、ド・ジッターLが重複している箇所、およびド・ジッターMが重複している箇所については完全に崩落し、消失している。ド・ジッターの東南東の周壁は鋭い形状をしており、ド・ジッターの東南東の周壁の近くには2つの小クレーターを含んだド・ジッターGが位置している。
ド・ジッターの底面は起伏に富み、でこぼこした地形をしている。ド・ジッターの底面には複数の微小クレーターが散在しており、ド・ジッターの中央付近には細長い中心丘が存在している。

## 従属クレーター
ド・ジッターのごく近くにある小さな無名のクレーターについては、アルファベットを付加することによって識別される。
| 名称 | 月面緯度     | 月面経度     | 直径  |
| ---- | ------------ | ------------ | ----- |
| A    | 北緯 80.2 度 | 東経 26.6 度 | 36 km |
| F    | 北緯 80.2 度 | 東経 51.0 度 | 22 km |
| G    | 北緯 78.9 度 | 東経 42.7 度 | 9 km  |
| L    | 北緯 78.8 度 | 東経 34.5 度 | 69 km |
| M    | 北緯 81.3 度 | 東経 38.5 度 | 81 km |
| U    | 北緯 77.8 度 | 東経 46.5 度 | 37 km |
| V    | 北緯 79.1 度 | 東経 56.9 度 | 17 km |
| W    | 北緯 79.4 度 | 東経 54.1 度 | 40 km |
| X    | 北緯 80.3 度 | 東経 55.4 度 | 9 km  |